# Trisetum rosei
Trisetum rosei là một loài thực vật có hoa trong họ Hòa thảo. Loài này được Scribn. & Merr. miêu tả khoa học đầu tiên năm 1905.